# Soye (Mali)
Pour les articles homonymes, voir Soye.
Soye est une localité et une commune rurale du Mali, chef-lieu d'arrondissement dans le cercle et la région de Mopti.

## Histoire
En novembre 2016, les élections municipales ne peuvent pas se tenir dans la commune pour des raisons de sécurité.

## Villages
La commune s'étend sur 26 localités relevées lors du recensement général de 2009. 
Les villages les plus peuplés sont :
- Sahona (2 880 habitants)
- Soye (2 019 habitants)
- Sare Dina (1 751 habitants)